# Anne Gelb
Anne E. Gelb é uma matemática estadunidense, que trabalha com análise numérica, equações diferenciais parciais e análise de Fourier de imagens. É John G. Kemeny Parents Professor of Mathematics no Dartmouth College.

## Interesses de pesquisa
Mais especificamente, Anne Gelb descreve suas pesquisas como "o desenvolvimento de métodos numéricos orientados a dados altamente precisos e eficientes para extrair informações importantes em aplicações como imagens médicas, imagens de radar de abertura sintética, climatologia, processamento de sinais e dinâmica dos fluidos".

## Formação e carreira
Anne Gelb graduou-se na Universidade da Califórnia em Los Angeles em 1989, com um diploma de bacharel em matemática. Foi para a Universidade Brown para seus estudos de pós-graduação, concluindo um Ph.D. em 1996, com a tese Topics in Higher Order Methods for Partial Differential Equations, orientada por David Gottlieb.
Após pesquisas de pós-doutorado com Herbert Keller no Instituto de Tecnologia da Califórnia, ingressou no departamento de matemática e estatística da Universidade Estadual do Arizona em 1998. Em 2016 foi para o Dartmouth College como John G. Kemeny Parents Professor.